# Nyssodrysternum signiferum
Nyssodrysternum signiferum là một loài bọ cánh cứng trong họ Cerambycidae.